# Chilchota (kommun)
Chilchota är en kommun i Mexiko.   Den ligger i delstaten Michoacán de Ocampo, i den centrala delen av landet, 300 km väster om huvudstaden Mexico City.
Följande samhällen finns i Chilchota:
- Chilchota
- Ichán
- Tacuro
- La Cofradía
- Los Nogales
- Santo Tomás
- Zopoco